# Scolie
Pour l’article ayant un titre homophone, voir Scholie.
Pour l’article homonyme, voir Scolie des jardins.

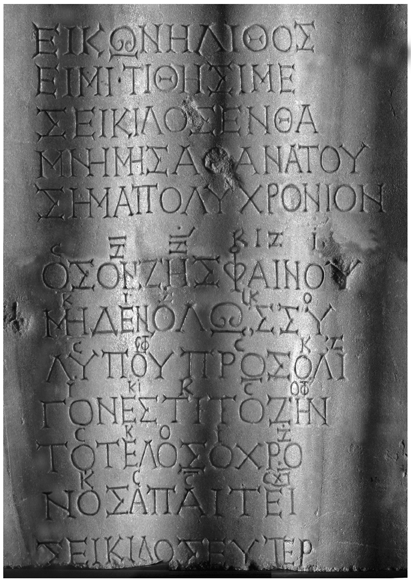
Détail de la stèle de marbre présentant la chanson de Seikilos, le plus ancien exemple de composition musicale (entre IIe et Ier siècle av. J.-C.)

La scolie (du grec ancien σκόλιον / skólion, « tordu », sous-entendu μέλος / mélos, « chant ») est un court poème lyrique consistant normalement en une strophe destinée à être chanté après le dîner, pendant le symposion (moment où l'on boit le vin). Pour les Anciens, l'inventeur de ce genre littéraire grec serait  Terpandre et il se serait d'abord développé chez les Lesbiens. On compte parmi les auteurs célèbres des poètes comme Alcée, Sappho, Praxilla, Timocréon, Simonides ou encore Pindare. Ce dernier, cependant, est connu pour avoir donné une portée plus artistique au genre, le développant en y ajoutant plusieurs strophes, en accord avec la poétique (discipline) dorienne.
C'est surtout en Attique, à Athènes, que le genre s'est développé et a été pratiqué. Jusqu'à la fin de la guerre du Péloponnèse, c'était un passage obligé à la fin des banquets : après avoir chanté un péan en chœur, on faisait passer une lyre ainsi qu'un rameau de myrte (ou bien un rameau ou une lyre seulement). Celui des convives qui tenait les objets symboliques (ou pratiques dans le cas de la lyre puisqu'elle permettait de s'accompagner) se devait de chanter des passages de poètes célèbres puis passait les objets à un autre de son choix (d'où, vraisemblablement, le nom de « tordu », qui décrit le trajet de la chanson parmi les convives), lequel enchaînait, et ainsi de suite, en respectant le thème choisi selon l'ambiance du symposion.
D'après les textes qu'il nous reste, le thème des scolies pouvait être très varié : invocations de dieux, sentences, proverbes, fables, évocation des plaisirs de la vie, etc. La plus célèbre des scolies est due à Callistrate : il loue Harmodios et Aristogiton, meurtriers du tyran Hipparque, fils de Pisistrate. Elle est écrite en quatre strophes, les trois dernières n'étant que des variations de la première.
Le mot scholie, écrit le plus souvent avec un h, désigne aussi des notes présentes dans un manuscrit.